# Loperamide
Loperamide, được bán dưới tên thương hiệu Imodium, cùng với một số các tên khác,  là một loại thuốc dùng để giảm tần suất tiêu chảy. Chúng cũng thường được sử dụng với cùng mục đích cho các bệnh như viêm dạ dày ruột, bệnh viêm ruột, và hội chứng ruột ngắn. Thuốc này không được khuyến cáo cho những người đi đại tiện ra máu. Thuốc được dùng bằng cách uống.
Các tác dụng phụ thường gặp có thể có như đau bụng, táo bón, buồn ngủ, nôn mửa và khô miệng. Thuốc cũng có thể làm tăng nguy cơ bị độc đại tràng. Mức độ an toàn của loperamide khi dùng trong thai kỳ là không rõ ràng, nhưng vẫn chưa tìm thấy bằng chứng về tác hại. Thuốc có vẻ an toàn nếu dùng trong thời kì cho con bú. Đây là một opioid không được hấp thụ đáng kể từ ruột và không vượt qua hàng rào máu-não khi được sử dụng ở liều bình thường. Chúng hoạt động bằng cách làm chậm các đợt co thắt của ruột.
Loperamide lần đầu tiên được thực hiện vào năm 1969 và được sử dụng y tế vào năm 1976. Nó nằm trong danh sách các loại thuốc thiết yếu của Tổ chức Y tế Thế giới, tức là nhóm các loại thuốc hiệu quả và an toàn nhất cần thiết trong một hệ thống y tế. Loperamide có sẵn dưới dạng thuốc gốc khá rẻ. Chi phí bán buôn ở các nước đang phát triển là khoảng US $ 0,004 đến 0,040 mỗi liều. Vào tháng 8 năm 2016, chi phí bán lẻ của Mỹ là khoảng 0,31 đô la Mỹ cho mỗi liều.